# Dirphia triangulum
Dirphia triangulum är en fjärilsart som beskrevs av Walker 1855. Dirphia triangulum ingår i släktet Dirphia och familjen påfågelsspinnare. Inga underarter finns listade i Catalogue of Life.